# 顧藻
顧藻（1646年—1701年），字懿樸，號觀廬，江南蘇州府長洲縣人，清朝政治人物、書法家。

## 生平
先祖自無錫徙居蘇州瀚涇，玄祖顧思枚，高祖顧椿年，曾祖顧汝壁，祖父顧錫潢，父顧溥。康熙十四年（1675年）乙卯科江南鄉試舉人，十五年（1676年）丙辰科二甲第四名進士。選翰林院庶吉士，丁母憂回籍。服闋，二十一年（1682年）授編修，同年任壬戌科會試同考官，二十六年（1687年）任經筵講官，充日講起居注官，二十八年（1689年）升右春坊右贊善兼翰林院檢討，二十九年（1690年）任庚午科江西鄉試同考官，同年冬任順天學政，三十年（1691年）遷兵部督捕右理事官，升內閣學士兼禮部侍郎，仍任順天學政，三十六年（1697年）敕使陝西，祭告軒轅陵，三十七年（1698年）升工部右侍郎，同年改工部左侍郎，累加三級，覃恩進階光祿大夫，四十年（1701年）卒。

## 文學
精書法，在米芾、趙孟頫間。嘗奉命書御屏金牋，又書泉林碑、清福陵、昭陵神功聖德碑，得到康熙帝的贊賞。

## 家族
母宋氏，封一品太夫人。妻宋氏，太子太傅、吏部尚書、文華殿大學士、諡文恪公宋德宜長女，誥封一品夫人。無子，以弟之子顧嘉煜為嗣。